# Кріс Тонц
Кріс Тонц (англ. Chris Tontz; нар. 27 жовтня 1973) — колишній американський тенісист.
Найвищу одиночну позицію світового рейтингу — 637 місце досяг 10 листопада 1997, парну — 162 місце — 7 червня 1999 року.
Здобув 1 парний титул.

## Фінали ATP Челленджер і ITF Ф'ючерс

### Парний розряд: 8 (4–4)
| Легенда              |
| -------------------- |
| ATP Челленджер (1–2) |
| ITF Ф'ючерс (3–2)    |

| Фінали за покриттям |
| ------------------- |
| Тверде (2–3)        |
| Ґрунт (2–1)         |
| Трава (0–0)         |
| Килим (0–0)         |

| Результат | В-П | Дата     | Турнір               | Рівень     | Покриття | Партнер           | Суперники                             | Рахунок       |
| --------- | --- | -------- | -------------------- | ---------- | -------- | ----------------- | ------------------------------------- | ------------- |
| Поразка   | 0–1 | Бер 1998 | Філіппіни F2, Маніла | Ф'ючерс    | Тверде   | Девід Колдвелл    | Чжижун Чжень Лі Хьон Тхек             | 1–6, 4–6      |
| Перемога  | 1–1 | Тра 1998 | США F1, Дельрей-Біч  | Ф'ючерс    | Ґрунт    | Сімон Аспелін     | Майкл Гілл Скотт Гамфріс              | 6–4, 6–4      |
| Перемога  | 2–1 | Тра 1998 | США F2, Віро-Біч     | Ф'ючерс    | Ґрунт    | Сімон Аспелін     | Ларс Ярранн Росс Лоел                 | 6–4, 6–2      |
| Поразка   | 2–2 | Чер 1998 | Вайден, Німеччина    | Челленджер | Ґрунт    | Сімон Аспелін     | Нуно Маркес Ненад Зімоньїч            | 4–6, 6–3, 3–6 |
| Поразка   | 2–3 | Лип 1998 | Аптос, США           | Челленджер | Тверде   | Адам Пітерсон     | Майк Браян Боб Браян                  | 4–6, 4–6      |
| Перемога  | 3–3 | Гру 1998 | США F10, Фінікс      | Ф'ючерс    | Тверде   | Сімон Аспелін     | Майк Браян Боб Браян                  | без гри       |
| Перемога  | 4–3 | Бер 1999 | Гренобль, Франція    | Челленджер | Тверде   | Адам Пітерсон     | Мартін Гарсія Крістіану Теста         | 4–6, 6–3, 6–4 |
| Поразка   | 4–4 | Чер 2000 | Мексика F4, Косумель | Ф'ючерс    | Тверде   | Бретт Гансен-Дент | Марсело Амадор Мігель Гальярдо-Вальєс | 5–7, 6–7(5–7) |